# The Dangers in My Heart
The Dangers in My Heart (яп. 僕の心のヤバイやつ, латиніз.: Boku no Kokoro no Yabai Yatsu, дос. «Поганець у моєму серці», також Пітьма всередині мене) — манґа, написана та ілюстрована манґакою Сакурай Норіо. Спочатку видавалась у Weekly Shōnen Champion, з березня 2018, потім у Champion Cross, згодом вже у Manga Cross. Усього вийшло дев'ять томів танкобон. Аніме-адаптація у форматі серіалу була зроблена студією Shin-Ei Animation, перший сезон якої виходив з квітня по червень 2023. Спіноф-серія ONA вийшла 10 грудня 2023 року. Другий сезон почав виходити у січні 2024 року.
Станом на вересень 2023 року, було продано понад 3 мільйони примірників манґи.

## Сюжет
Ічікава Кьотаро — невдоволений студент-одинак, який часто читає енциклопедію вбивств і вивчає анатомію людини. Він фантазує про вбивства своїх популярних однокласників, а головною мішенню для нього є вродлива зірка класу, Ямада Анна. Однак, коли він помічає, що Анна досить дивакувата, і коли вона стає дедалі приязнішою до Кьотаро, він поступово теплішає до неї, і вони починають зближуватися.

## Персонажі
Ічікава Кьотаро (яп. 市川 京太郎)
Сейю: Хоріе Шюн (оригінал), Клінт Бікгем (англійський дубляж)
Школяр із схильностями чюнібьо. Обожнює читати книжки у бібліотеці, якраз під час читання й зустрів Анну. Спочатку Кьотаро марив фантазіями про вбивство Анни, але ці почуття поступово стали романтичною прив'язаністю. Він може бути досить проникливим у соціальних ситуаціях, але часто не в змозі зрозуміти інші соціальні проблеми через відсутність навичок спілкування та низьку самооцінку. Також захоплюється манґою та аніме, наприклад Baki, Beastars, Re:Zero. На аватарці Line має персонажа з Re: Zero, Рем. До вступу до середньої школи здобував призові місця у літературних конкурсах, у конкурсі на найкращий постер, на дослідницький проєкт тощо.
Ямада Анна (яп. 山田 杏奈)
Сейю: Йомія Хіна (оригінал), Кейтлін Барр (англійський дубляж)
Висока школярка, модель журналів, акторка, працює під ім'ям Акіно Анна (яп. 秋野 杏奈). Дуже популярна серед усіх, хлопців та дівчат, але також має й незграбну сторону. Часто приносить солодощі та їжу до бібліотеки та їсть на самоті, чим спочатку засмутила Кьотаро. Дуже турбується про інших — їсть на самоті, бо в Чіі алергія. Ця турбота пов'язана з комплексом вини, що призводить до нервування; відчуття того, що вона заважає іншим доводить її до сліз. Дуже ревнує, коли Кьотаро спілкується з іншими дівчатами.
Кобаяші Чіхіро (яп. 小林 ちひろ)
Сейю: Асай Аяка (оригінал), Кера Ґрінберґ (англійський дубляж)
Найкраща подруга Анни, виконує функцію цуккомі (Straight man). Анна зве її Чіі (яп. ちぃ), Секіне зве її Баяшіко (яп. ばやしこ). Кьотаро уявляв її «хлопцем» Анни, бо вони дуже багато одне одної торкаються. Член баскетбольного гуртка. Абсолютно не розуміє стосунки навколишніх людей — одного разу Харуя за допомогою неї намагався наблизитись до Анни, чого вона не розуміла допоки їй не пояснили Моеко та Серіна.
Секіне Моеко (яп. 関根 萌子)
Сейю: Хан Меґумі (оригінал), Емі Ло (англійський дубляж)
Подруга Анни, ґяру. Зве себе Мое (яп. 萌). Хоча Кьотаро вважає, що вона дурна, насправді вона має гарні оцінки, колись займала п'яте місце у рейтингу. Стверджувала, що любить манґу під час екскурсії, хоча знала тільки найбільш відомі роботи. Коли обмінювалась контактами LINE з Кьотаро, впізнала, що в нього на аватарці Рем з Re:Zero, та додала, що її брату подобається це аніме. Моеко кмітлива у спілкуванні, та часто рятує Анну та Кьотаро в незручних ситуаціях. Втім, її дружність із Кьотаро породжує ревнощі в Анни.
Йошіда Серіна (яп. 吉田 芹那)
Сейю: Танедзакі Ацумі (оригінал), Олівія Свосі (англійський дубляж)
Флегматична подруга Анни, що має суворий погляд. Анна зве її Ня (яп. にゃあ). Цікавиться танцями, укладанням волосся, любить «хуліганську» манґу:Crows, Worst. Ходила до тієї ж школи, що Рін.
Адачі Шьо (яп. 足立 翔)
Сейю: Окамото Нобухіко (оригінал), Скотт Ґіббс (англійський дубляж)
Однокласник Кьотаро, що постійно говорить про усілякі збочення. Сказав Кьотаро, що кохає Анну, що вилилось у суперництво на спортивному фестивалі. Попри поразку Кьотаро, здався йому та лишився його другом.
Кандзакі Кента (яп. 神崎 健太)
Сейю: Сато Ґен (оригінал), Ґреґ Айрес (англійський дубляж)
Однокласник Кьотаро, входить разом з Адачі та Отою до збоченого тріо, є членом бейсбольного гуртка. Має доволі незвичні фетиші — він полюбляє повних та смердючих жінок. Попри це, усі інші його сторони навколишні розглядають позитивно. Зацікавлений у Харі, його почуття взаємні.
Ота Чікара (яп. 太田 力)
Сейю: Фукушіма Джюн (оригінал), Кортленд Джонсон (англійський дубляж)
Однокласник Кьотаро, має зайву вагу. Входить до збоченого тріо разом із Кандзакі та Адачі.
Хара Хонока (яп. 原 穂乃香)
Сейю: Тойосакі Акі (оригінал), Наталі Райал (англійський дубляж)
Однокласниця Анни та Кьотаро. Повна дівчина, що зацікавлена в Кандзакі, та з яким згодом починає зустрічатись. Першою дізналась про почуття Анни та Кьотаро одне до одного.
Ічікава Кана (яп. 市川 香菜)
Сейю: Тамура Юкарі (оригінал), Дженевьєв Сіммонс (англійський дубляж)
Старша сестра Кьотаро, музикант, студент Університету Васеда. Підтримує стосунки брата, дуже близька до Анни. Дуже чутлива до розмов про її відсутність стосунків.
Нанджьо Харуя (яп. 南条 ハルヤ)
Сейю: Шімадзакі Нобунаґа (оригінал), Бен МакЛафлін (англійський дубляж)
Школяр, на клас старший за головних персонажів. Кьотаро зве його «Нампай» (Нампа + семпай) через його настирливість стосовно Анни. Перед випуском зізнався Анні, що кохає її.
Канаоя Рін (яп. 金生谷 倫)
Сейю: Серідзава Ю (оригінал), Хіларі Хааґ (англійський дубляж)
Школярка, подруга Серіна з молодших класів. Випадково вдарила Анну баскетбольним м'ячем, чим розгнівала Серіну. Потім просить в Анни вибачення. У 3 класі середньої школи опиняється в одному класі з Анною та Кьотаро.
Вчитель Маеда (яп. 前田先生, Маеда-сенсей)
Сейю: Номура Кенджі (оригінал), Джо Деніелс (англійський дубляж)
Класний керівник класу 2-3, де вчаться головні герої. Вчитель фізкультури.
Мамія (яп. 間宮)
Сейю: Асахіна Мадока (оригінал), Кет Томас (англійський дубляж)
Подруга дитинства Харуї, зацікавлена у ньому.
Мама Ямади (яп. 山田ママ, Yamada Mama)
Сейю: Мінаґучі Юко
Спочатку видається суворою через поведінку Анни, але загалом дуже люб'язна, обожнює свою доньку та підтримує її стосунки.
Тато Ямади (яп. 山田パパ, Yamada Papa)
Сейю: Хосоя Йошімаса
Високий, тихий чоловік, працює кухарем у французькому ресторані. У вільний від роботи час грає у відеоігри.
Мати Ічікави (яп. 市川母, Ichikawa Haha)
Сейю: Нішімура Чінамі (оригінал), Шеллі Келін-Блек (англійський дубляж)
Хандзава Юріне (яп. 半沢 ユリネ)
Сейю: Уеда Рейна
Однокласниця Анни й Кьотаро на 3 році навчання. Висока, красива дівчина із світлим волоссям. Інші в класі вважають її «мовчазною красунею», проте вона, як Анна також має незграбну сторону. Дружить із Канною.
Андо Канна (яп. 安堂 カンナ)
Сейю: Іґучі Юка
Має прізвисько Канкан (яп. カンカン). Однокласниця Анни та Кьотаро на 3 році навчання. Завжди носить чорну маску та зав'язує два хвостики. Дуже зацікавлена у стосунках інших людей.
Кода Ніко (яп. 香田 ニコ)
19-річна модель-колега Анни, також в якийсь момент була її сталкером. Сумує, що Анна надто далека від неї, тому прагне дізнатись про Анну більше від її друзів, що засмучує Кьотаро. Має у власності дачний дім у Камакурі.
Вчителька Морія (яп. 守屋先生, Moriya-sensei)
Класний керівник класу 3-1, теж вчителька фізкультури. Кьотаро вважає її стереотипічною набридливою вчителькою фізкультури що завжди прагне змагань.

## Медіа

### Манґа
Манґа написана та ілюстрована манґакою Сакурай Норіо. Почала виходити у журналі Weekly Shōnen Champion видавництва Akita Shoten 8 березня 2018. 10 квітня 2018, манґа стала натомість виходити на сайті Champion Cross. 10 липня 2018, Akita Shoten об'єднали Champion Cross із своїм новим сайтом, Manga Cross. Внаслідок об'єднання сайтів, манґа стала виходити у Manga Cross. Станом на листопад 2023, вийшло 9 томів манґи.
У грудні 2020 Seven Seas Entertainment заявили, що отримали ліцензію на публікацію манґи англійською. Також манґа ліцензована у Тайвані компанією Tong Li Publishing.
Окремі розділи манґи називаються у ній самій «картами» (karte).

#### Томи
| № | Японською        | Японською                                     | Англійською       | Англійською            |
| № | Дата виходу      | ISBN                                          | Дата виходу       | ISBN                   |
| - | ---------------- | --------------------------------------------- | ----------------- | ---------------------- |
| 1 | 7 грудня 2018    | ISBN 978-4-25-322615-8                        | 20 липня 2021     | ISBN 978-1-64-827425-1 |
| 2 | 6 вересня 2019   | ISBN 978-4-25-322616-5                        | 21 вересня 2021   | ISBN 978-1-64-827443-5 |
| 3 | 8 червня 2020    | ISBN 978-4-25-322617-2 978-4-25-322618-9 (SE) | 16 листопада 2021 | ISBN 978-1-64-827462-6 |
| 4 | 8 лютого 2021    | ISBN 978-4-25-322619-6 978-4-25-322620-2 (SE) | 26 квітня 2022    | ISBN 978-1-63-858171-0 |
| 5 | 8 липня 2021     | ISBN 978-4-25-322667-7 978-4-25-322666-0 (SE) | 6 грудня 2022     | ISBN 978-1-63858-723-1 |
| 6 | 7 січня 2022     | ISBN 978-4-25-322669-1 978-4-25-322668-4 (SE) | 18 липня 2023     | ISBN 978-1-68579-618-1 |
| 7 | 8 серпня 2022    | ISBN 978-4-253-22684-4 978-4-253-22670-7 (SE) | 3 жовтня 2023     | ISBN 978-1-68579-619-8 |
| 8 | 8 березня 2023   | ISBN 978-4-253-22685-1 978-4-253-22967-8 (SE) | 23 квітня 2024    | ISBN 979-8-88843-387-4 |
| 9 | 8 листопада 2023 | ISBN 978-4-253-22969-2 978-4-253-22968-5 (SE) | —                 | —                      |

### Аніме
У серпні 2022 було анонсовано аніме-адаптацію манґи у форматі телесеріалу. Над аніме працювала студія Shin-Ei Animation, режисером був Акаґі Хіроакі, сценаристом Ханада Джюккі, дизайнер персонажів — Кацумата Масато, композитор — Ушіо Кенсуке. Перший сезон виходив з 2 квітня по 18 червня 2023, на NUMAnimation, телевізійній програмі TV Asahi та афілійованих компаній. Вступну тему, "Shayō" (яп. 斜陽, "Захід сонця"), виконав гурт Yorushika, а заключну, "Sū Sentimental" (яп. 数センチメンタル, "Трохи сентиментальності"), виконала Kohana Lam. На Anime NYC 2022, Sentai Filmworks заявили, що отримали ліцензію на аніме-серіал, та що транслюватимуть його по Hidive. Plus Media Networks Asia випустила аніме у Південносхідній Азії, на Aniplus Asia.
Другий сезон було анонсовано незадовго після виходу дванадцятого епізоду. Він почав виходити 7 січня 2024, у тій же телевізійній програмі. Вступну тему, "Boku wa..." (яп. 僕は..., "Я..."), виконали Atarayo, а заключну, "Koi Shiteru Jibun Sura Aiserunda" (яп. 恋してる自分すら愛せるんだ), — Kohana Lam. Над розкадруванням вступної теми працював Аракі Тецуро, відомий тим, що режисував аніме-серіал Attack on Titan. Також до роботи над вступною темою було залучено студію Wit Studio.
Деякі сцени базуються на залізнодорожних станціях Меґуро та Сендзоку.

#### Серії

##### 1 сезон (2023)
| № серії (загалом) | № серії (в сезоні) | Назва серії                                                                                    | Режисер(и)            | Розкадрування    | Оригінальна дата показу |
| ----------------- | ------------------ | ---------------------------------------------------------------------------------------------- | --------------------- | ---------------- | ----------------------- |
| 1                 | 1                  | «Я був викрадений (яп. 僕は奪われた, латиніз.: Boku wa Ubawareta)»                             | Імамура Хірокі        | Імамура Хірокі   | 2 квітня 2023           |
| 2                 | 2                  | «Я вмер (яп. 僕は死んだ, латиніз.: Boku wa Shinda)»                                            | Далі Чень             | Шірахата Йошіюкі | 9 квітня 2023           |
| 3                 | 3                  | «Я хочу обійняти (яп. 僕は抱きしめたい, латиніз.: Boku wa Dakishimetai)»                       | Шірахата Йошіюкі      | Йошікава Хіроакі | 16 квітня 2023          |
| 4                 | 4                  | «Я божевільний (яп. 僕は心の病, латиніз.: Boku wa Kokoro no Yamai)»                            | Пак Кьонсун           | Пак Кьонсун      | 23 квітня 2023          |
| 5                 | 5                  | «Ми розділились (яп. 僕らははぐれた, латиніз.: Bokura wa Hagureta)»                            | Судзукі Такума        | Мацуй Хітоюкі    | 30 квітня 2023          |
| 6                 | 6                  | «Я розтопив (яп. 僕は溶かした, латиніз.: Boku wa Tokashita)»                                   | Судо Акіхіто          | Судо Акіхіто     | 7 травня 2023           |
| 7                 | 7                  | «Ми помінялись місцями (яп. 僕らは入れ替わってる, латиніз.: Bokura wa Irekawatteru)»           | Кубо Таро             | Йошікава Хіроакі | 14 травня 2023          |
| 8                 | 8                  | «Я побачив сон (яп. 僕は夢を見た, латиніз.: Boku wa Yume o Mita)»                              | Далі Чень             | Аояґі Рюхей      | 21 травня 2023          |
| 9                 | 9                  | «Я ненавиджу Ямаду (яп. 僕は山田が嫌い, латиніз.: Boku wa Yamada ga Kirai)»                    | Пак Кьонсун           | Шірахата Йошіюкі | 28 травня 2023          |
| 10                | 10                 | «Ми погуляли (яп. 僕らはゆっくり歩いた, латиніз.: Bokura wa Yukkuri Aruita)»                   | Рьо Окубо Фукуй Йохей | Імамура Хірокі   | 4 червня 2023           |
| 11                | 11                 | «Ми дещо схожі (яп. 僕らは少し似ている, латиніз.: Bokura wa Sukoshi Niteiru)»                  | Фукасе Шіґе           | Мацумура Джюріа  | 11 червня 2023          |
| 12                | 12                 | «Я хочу, щоб мене помітили (яп. 僕は僕を知ってほしい, латиніз.: Boku wa Boku o Shitte Hoshii)» | Томода Ясуші          | Йошікава Хіроакі | 18 червня 2023          |

##### 2 сезон (2024)
| № серії (загалом) | № серії (в сезоні) | Назва серії                                                                                         | Режисер(и)                      | Розкадрування    | Оригінальна дата показу |
| ----------------- | ------------------ | --------------------------------------------------------------------------------------------------- | ------------------------------- | ---------------- | ----------------------- |
| 13                | 1                  | «Ми шукаємо (яп. 僕らは探している, латиніз.: Bokura wa Sagashite Iru)»                              | Шірахата Йошіюкі                | Аояґі Рюхей      | 7 січня 2024            |
| 14                | 2                  | «Я дорослішаю (яп. 僕は大人のなりかけ, латиніз.: Boku wa Otona no Narikake)»                        | Кубо Таро                       | Самедзукі Котаро | 14 січня 2024           |
| 15                | 3                  | «Я та Ямада (яп. 僕は山田と, латиніз.: Boku wa Yamada to)»                                          | Пак Кюнсун                      | Такаянаґі Тецуші | 21 січня 2024           |
| 16                | 4                  | «Ямада мене... (яп. 山田は僕を, латиніз.: Yamada wa boku o)»                                        | Оокубо Рьо                      | Сакурай Хіроакі  | 28 січня 2024           |
| 17                | 5                  | «Я хочу знати (яп. 僕は知りたい, латиніз.: Boku wa Shiritai)»                                       | Соне Тошіюкі                    | Шірахата Рьоюкі  | 4 лютого 2024           |
| 18                | 6                  | «Ямада мене кохає (яп. 山田は僕が好き, латиніз.: Yamada wa Boku ga Suki)»                           | Енокіта Такахіро                | Аоянаґі Такахей  | 11 лютого 2024          |
| 19                | 7                  | «Ми сповнені емоцій (яп. 僕らは溢れ出る, латиніз.: Bokura wa Afure Deru)»                           | Еґучі Дайсуке                   | Ічії Іппей       | 18 лютого 2024          |
| 20                | 8                  | «Ми сиділи всю ніч (яп. 僕らは夜更かしした, латиніз.: Bokura wa Yofukashi Shita)»                   | Шірахата Йошіюкі                | Йошікава Хіроакі | 25 лютого 2024          |
| 21                | 9                  | «Ми пообіцяли (яп. 僕らは約束した, латиніз.: Bokura wa Yakusoku Shita)»                             | Кубо Таро                       | Інаґакі Такаюкі  | 3 березня 2024          |
| 22                | 10                 | «Я хочу бути близько до Ямади (яп. 僕は山田に近づきたい, латиніз.: Boku wa Yamada ni Chikazukitai)» | Пак Кюнсун                      | Сакурай Хіроакі  | 10 березня 2024         |
| 23                | 11                 | «Я не хочу програвати (яп. 僕は負けたくない, латиніз.: Boku wa Maketakunai)»                        | Хомма Мінамі                    | Аояґі Рюхей      | 17 березня 2024         |
| 24                | 12                 | «Я хочу їй сказати (яп. 僕は伝えたい, латиніз.: Boku wa Tsutaetai)»                                 | Едзое Хітомі                    | Самедзукі Котаро | 24 березня 2024         |
| 25                | 13                 | «Я... ми закохались (яп. 僕と私の恋心, латиніз.: Boku to Watashi no Koigokoro)»                     | Еґучі Дайсуке, Йошіюкі Шірахата | Дайчі Акітаро    | 31 березня 2024         |

## Сприйняття
У 2019 році, манґа зайняла четверте місце у рейтингу Next Manga Awards у категорії «Вебманґа». У 2020, у цьому ж рейтингу вона зайняла перше місце. Манґа зайняла третє місце у путівнику 2020 Kono Manga ga Sugoi!. Також вона зайняла четверте місце на четвертій церемонії Tsutaya Comic Awards. Вона зайняла тринадцяте місце у рейтингу рекомендацій співробітників японскої книгарні «Honya Club». Манґа висувалась на нагороду Manga Taishō у 2020. Манґа зайняла четверте місце у опитуванні 2020 року, де питанням було «Аніме-адаптацію якої манґи ви бажаєте найбільше?». У тому ж опитуванні у 2021 вона зайняла перше місце.
У червні 2023 TV Asahi заявили, що аніме-адаптація The Dangers in My Heart стала найбільш касовим аніме у програмі NUMAnimation.
Станом на вересень 2023 року, було продано понад 3 мільйони примірників манґи.

### Критика
Аніме-адаптація отримала змішані відгуки. Врай Кайзер з Anime Feminist у відгуку на першу серію пише що це «невинні і привабливі романтично-комедійні витівки» з того моменту, коли марення Ічікави більше не фігурують в сюжеті, і стверджувала, що буде «з обережністю стежити далі», додавши, що це аніме не до її смаку, та порівняла серію із незграбним початком Teasing Master Takagi-san. Втім, у наступних оглядах адаптації на сайті серіал засуджували за деякі з монологів Ічікави у перших епізодах, що були «на межі реальної, жорстокої мізогінії». Кайзер потім додала, що після трьох епізодів, її оптимізм було виправдано, та що історія є милою та влучною стосовно персонажів такого віку, але що характер висвітлення натяків на секс «може відвернути деяких глядачів», та що перші п'ять хвилин серіалу є «виключно неприємними до перегляду».
Аллен Муді з THEM Anime Reviews у своєму відгуку на перший сезон написав, що вважає аніме-серіал кумедним, його тішить незграбність головних героїв. У відгуку він порівнює аніме з іншою адаптацією тієї ж студії, Teasing Master Takagi-san.